# Хорцев, Борис Николаевич
Борис Николаевич Хо́рцев (1904 — после 1974) — советский инженер, специалист в области мукомольного производства, лауреат Сталинской премии второй степени (1951).

## Биография
Родился 3 апреля 1904 года в селе Беловеш, (ныне Пружанский район, Брестская область, Беларусь). 
Зам. главного инженера Московского мелькомбината имени А. Д. Цурюпы.
На 1961 год — начальник производственно-технического управления Госхлебкомитета, доцент (1962).
Заведующий кафедрой мукомольно-крупяного и комбикормового производства МТИПП .
Заведующий кафедрой хранения и переработки зерна Всесоюзного заочного института пищевой промышленности.

## Признание
- Сталинская премия второй степени (1951)— за разработку и внедрение улучшенного сортового помола пшеницы.
- орден Отечественной войны I степени (3.7.1945)

Сочинения
- Технология производства пшеничной и ржаной муки [Текст] / Л. Е. Айзикович, канд. техн. наук, Б. Н. Хорцев, инж. лауреат Сталинской премии. — Москва : Заготиздат, 1954. — 520 с.; 1 отд. л. табл. : ил., табл.; 23 см.
- Развитие технологии мукомольного производства в СССР [Текст] : Краткий очерк / Л. Е. Айзикович, канд. техн. наук, Б. Н. Хорцев, инж. — Москва : Хлебоиздат, 1957. — 90 с. : схем.; 22 см.
- Технология производства муки [Текст] / Л. Е. Айзикович, д-р техн. наук проф., Б. Н. Хорцев, доц. — 2-е изд., перераб. и доп. — Москва : Колос, 1968. — 391 с., 1 л. табл. : ил.; 22 см.
- Технология на производството на пшениченото и ръженото брашно [Текст] / Л. Е. Айзинкович кандидат на техн. науки, Б. Н. Хорцев инж., лауреат на Ленинска награда ; Прев. от рус.: Ангел К. Русинов, Мария Н. Бакарска. — София : Наука и изкуство, 1957. — 736 с., 1 л. табл. : ил.; 24 см.
- Г. А. Егоров, М. Е. Гинзбург, Е. М. Мельников, Б. Н. Хорцев. Практикум по технологии мукомольного, крупяного и комбинированного производства [Текст]. — Москва : Колос, 1974. — 208 с. : ил.; 22 см. — (Учебники и учебные пособия для вузов).